# Leucodon tenuis
Leucodon tenuis là một loài Rêu trong họ Leucodontaceae. Loài này được (Schimp.) Schimp. ex Paris mô tả khoa học đầu tiên năm 1897.